# Gemsar
Gemsar (Rupicapra) är ett släkte av däggdjur. Gemsarna ingår i familjen slidhornsdjur.
Kladogram enligt Catalogue of Life och Wilson & Reeder (2005):
| Rupicapra | \| \| Pyreneisk gems (Rupicapra pyrenaica) \| \| \| \| \| \| Gems (Rupicapra rupicapra) \| \| \| \| |
|           | \| \| Pyreneisk gems (Rupicapra pyrenaica) \| \| \| \| \| \| Gems (Rupicapra rupicapra) \| \| \| \| |
|           | Pyreneisk gems (Rupicapra pyrenaica)                                                                |
|           | |
|           | Gems (Rupicapra rupicapra)                                                                          |
|           | |